# Lee Dong-soo
Lee Dong-soo (Seul, 7 de junho de 1974) é um jogador de badminton sul-coreano, medalhista olímpico, especialista em duplas.

## Carreira
Lee Dong-soo representou seu país nos Jogos Olímpicos de Verão de 2000 e 2004, conquistando a medalha de prata, nas duplas nas duas oportunidades, com a parceria de Yoo Yong-sung.